# Andreas Maurīs
Andreas Maurīs (in greco: Ανδρέας Μαυρής; Larnaca, 21 marzo 1972) è un ex calciatore cipriota, di ruolo portiere. Attualmente lavora da allenatore dei portieri per l'AEL Limassol.

## Carriera

### Club
Ha sempre giocato per squadre cipriote. Si è ritirato nel 2009.

### Nazionale
Ha disputato 5 partite per la nazionale cipriota nel 1996.